# ابوتراب نفیسی
ابوتراب نفیسی (۱۲۹۳–۱۳۸۶) یکی از پزشکان برجسته ایرانی است. او دارای فوق تخصص در رشته قلب و استاد برجسته دانشکده پزشکی اصفهان و عضو فرهنگستان علوم پزشکی بود. علاوه بر تدریس در دانشکده پزشکی اصفهان و کار در بیمارستان های این شهر، بیش از نیم قرن در مطب خود به مداوای بیماران پرداخت. مهمترین خصوصیت او در تلفیق علم مدرن پزشکی با طب سنتی و در قدرت تشخیص او در بیماری‌ها بود.

## زندگی
ابوتراب نفیسی زادهٔ ۱۲۹۳ خورشیدی در ده پوده در نزدیکی قمشه اصفهان است. بیشتر افراد خاندان او که مولد اصلی آنان کرمان بوده و نام خانوادگی خود را از نام سر سلسله یعنی نفیس ابن عوض کرمانی گرفته‌اند، یا طبیب بوده‌اند یا ادیب. نفیس ابن عوض حکیم و طبیب معروفی بوده و صاحب دو کتاب معروف در طب به نام "شرح الاسباب و العلامات" و "شرح نفیس" است و در زمان الغ بیک و به دعوت او از کرمان به سمرقند رفته و مدتی به عنوان پزشک مخصوص الغ بیک خدمت کرده است.
نفیسی در خاطرات خود زندگی اش را این‌طور شرح می‌دهد: «این جانب دوره ابتدائی را در سه سال و نیم طی کرده و در سال ۱۳۱۰ خورشیدی از دبیرستان سعدی اصفهان و در سال ۱۳۱۶ از دانشکده پزشکی تهران فارغ‌التحصیل شده و در تمام دوران تحصیل طب رتبه اول بوده و به دریافت مدال علمی مفتخر و پس از شروع خدمت نظام وظیفه در ۱۳۱۶،دو سال خدمت را در اصفهان گذرانیده و در ۱۳۱۸ خدمت به اتمام رسید.... بعد متصدی درمانگاه کازرونی در اصفهان شدم و در سال ۱۳۲۵ به سمت دانشیاری رشته گیاه‌شناسی آموزشگاه عالی بهداری منصوب و در سال ۱۳۲۷ دانشیاری رشته بالینی داخلی آموزشگاه عالی بهداری و دانشکده پزشکی و ریاست بخش داخلی منصوب گردیده و بالاخره در سال ۱۳۲۶ به سمت استاد رشته بالینی داخلی انتخاب گردیده‌ام. در سال‌های ۱۹۵۲ و ۱۹۵۳ مسیحی رشته تکمیلی قلب شناسی را از دانشگاه هاروارد در آمریکا گذرانده و به کشورهای خارج از جمله انگلستان، فرانسه، ایتالیا، سوئیس، اسرائیل، لبنان، سوریه، مصر، یونان، قبرس و اردن به منظور مطالعه مسافرت نموده و در سال ۱۳۴۲ موفق به دریافت نشان "اُردرِ دِ لاسانته پابلیک ordre de la Sante Publique" از دولت فرانسه گردیدم. از سال ۱۳۴۲ به سمت رئیس دانشکده پزشکی و داروسازی و مدیر گروه داخلی و اطفال منصوب شدم».
می‌توان گفت که سال‌های ۱۳۳۵ تا دهه ۱۳۶۰ خورشیدی از پربارترین دوران زندگی او محسوب می‌شود: در این مدت از یک طرف به عنوان استاد پزشکی، طب مدرن را آموزش می‌دهد و از طرف دیگر به عنوان پژوهشگر و حکیم اسلامی به تحقیق در مورد طب سنتی و طب گیاهی پرداخته و پس از چندی به ریاست مؤسسه تحقیقات طب سنتی دانشگاه اصفهان انتخاب می‌شود. از سال ۱۳۶۰ به بعد او از دانشکده علوم پزشکی بازنشسته می‌شود و از ۱۳۶۹ عضو برجسته و دائمی فرهنگستان علوم منصوب می‌شود. او تا هشتاد سالگی به مداوای بیماران خود در مطب ادامه می دهد.

## درگذشت
ابوتراب نفیسی در 5 آذر 1386، در خانه خود، در اصفهان درگذشت و در آرامستان باغ رضوان اصفهان (قطعه:11، بوستان: 7، ردیف: 13، شماره: 16) به خاک سپرده شد. خانه او در دروازه دولت (میدان امام حسین) اصفهان، وقف آموزش کودکان استثنایی شده است.

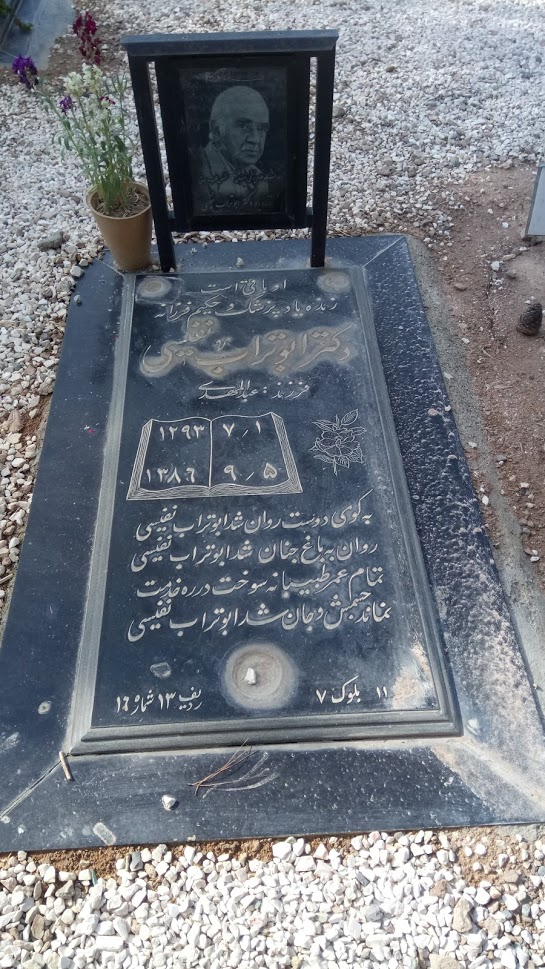
مزار وی در باغ رضوان اصفهان

## آثار
آثار مربوط به زندگی نامه ابوتراب نفیسی:
- نبض حیات: در گذر طب سنتی و طب نوین ایران. زندگی و آثار ابوتراب نفیسی. به اهتمام نسرین نفیسی، مهدی نفیسی. ۱۳۸۰، انتشارات نقش خورشید، اصفهان.
- زندگی‌نامه و خدمات علمی و فرهنگی ابوتراب نفیسی. شماره ۱۳۸ انجمن آثار و مفاخر فرهنگی، اسفند ۱۳۹۳.
- تهران، زندگی پزشکی من. ابوتراب نفیسی، به اهتمام نسرین نفیسی، انتشارات مانی، با همکاری دانشگاه علوم پزشکی اصفهان، ۱۳۹۶، اصفهان

### آثار چاپ شده
از نفیسی در مجموع تعداد بیست و دو کتاب و بیش از هشتاد مقاله علمی و تحقیقی باقی مانده است. در زیر بر اساس موضوعی، عنوان و مشخصات کتب تدوین شده ایشان می‌آید:
کتب پزشکی:
- سمیولوژی بیماری های اعصاب. دکتر کامکار، چاپخانه امامی، اصفهان، 1330
- اصول کاردیوگرافی. دانشگاه اصفهان، چاپخانه داد. اصفهان، 1339
- سمیولوژی قلب و ریه. کتاب فروشی شهسواری، اصفهان. 1340
- سمیولوژی هاضمه. کتاب فروشی شهسواری، اصفهان. چاپخانه راه نجات. 1341
- نشانه شناسی سینه و تعبیر علائم آن. راه نجات. اصفهان. 1341
- چگونه باید آموخت (درس اول: یادگیری پزشکی). دانشگاه اصفهان، 1348
- مقدمات فن یادگیری علم پزشکی. دانشگاه اصفهان، 1355
- ترجمه کتاب من لایحضره الطبیب و برء الساعه، ابوبکر محمد بن زکریای رازی. دانشگاه تهران، وزارت ارشاد اسلامی، شهریور 1363
- مختصر تاریخ علوم پزشکی تا ابتدای قرن معاصر. دانشگاه اصفهان. 1365 تاریخ اخلاق پزشکی. دانشگاه علوم پزشکی اصفهان، 1371

کتب طب سنتی:
- پژوهش در مبانی عقاید سنتی پزشکی مردم ایران. انتشارات مشعل، اصفهان. ۱۳۶۴.
- عقاید سنتی مردم ایران: دربارهٔ بهداشت تن و روان و درمان بیماری‌های رایج در ایران. دانشگاه اصفهان، ۱۳۶۸.
- خواص خوردنی‌ها و آشامیدنی‌ها طی قرون و اعصار در بین ملل مختلف جهان. جهاد دانشگاهی دانشگاه اصفهان، ۱۳۶۲. چاپ دوم ۱۳۹۳

کتب دینی:
- انسان جانشین خدا در روی زمین. آذر آبادگان، تبریز، 1344
- بررسی تحلیل مشکلات جوانان. کانون علمی تربیتی جهان اسلام، اصفهان. 1349
- اسلام و دانش امروزی. انتشارات قائم، اصفهان. 1350
- انسان، شاهکار خلقت. دانشگاه تبریز، 1350
- بررسی روزه از نظر طبی. مکتب اسلام، قم، 1388